# Edmund Leach
Sir Edmund Ronald Leach (7 novembro 1910 – 6 janeiro 1989) foi um antropólogo britânico.

## Vida
Leach nasceu em Sidmouth, Devon, o caçula de três filhos do casal William Edmund Leach e Mildred Brierley. Seu pai era dono e era gerente de uma plantação de açúcar no norte da Argentina. Em 1940, Leach casou-se com Celia Joyce, que na época era pintora e depois publicou poesia e dois romances. Eles tiveram uma filha em 1941 e um filho em 1946.
Foi educado no Marlborough College e Clare College, Cambridge, onde se formou com com honras em Matemática e Ciências Mecânicas em 1932.
Depois de deixar a Universidade de Cambridge, Leach assinou um contrato de quatro anos em 1933 com a Butterfield and Swire na China, servindo em Hong Kong, Xangai, Chungking (agora Chongqing), Tsingtao (agora Qingdao) e Pequim). Pretendia retornar à Inglaterra pela Rússia na Ferrovia Transiberiana, mas o crescente tumulto político na Rússia o convenceu do contrário. Enquanto estava em Pequim, Leach teve um encontro casual com Kilton Stewart, um psiquiatra, ex-missionário mórmon e autor publicado que o convidou para uma viagem à ilha de Botel Tobago, na costa de Formosa. E assim, a caminho de casa, Leach passou vários meses entre os Yami de Botel Tobago, uma ilha na costa de Formosa. Aqui, ele fez anotações etnográficas e concentrou seus esforços especificamente no design de barcos locais. Este trabalho resultou em um artigo de 1937 na revista de antropologia Man. 
Ele retornou à Inglaterra e estudou Antropologia Social na London School of Economics com Raymond Firth, que o apresentou a Bronisław Malinowski. Em 1938, Leach foi ao Iraque (Curdistão) para estudar os curdos, o que resultou na organização social e econômica dos curdos de Rowanduz. No entanto, ele abandonou esta viagem por causa da crise de Munique. 
Em 1939, ele estudaria as Colinas Kachin da Birmânia, mas a Segunda Guerra Mundial interveio. Leach então se juntou ao Exército da Birmânia, do outono de 1939 ao verão de 1945, onde alcançou o posto de major. Durante seu tempo na Birmânia (hoje Myanmar), Leach adquiriu um conhecimento superior do norte da Birmânia e de suas muitas tribos nas colinas. Em particular, ele ficou muito familiarizado com o povo Kachin, até servindo como comandante das forças irregulares de Kachin. 
Depois que ele deixou o Exército em 1946, ele retornou à London School of Economics para concluir sua dissertação sob a supervisão de Raymond Firth. Na primavera de 1947, ele recebeu um Ph.D. em antropologia. Sua dissertação de 732 páginas foi baseada em seu tempo na Birmânia e intitulada Mudança cultural, com referência especial às tribos das colinas de Birmânia e Assam. Mais tarde naquele mesmo ano, a pedido de Sir Charles Arden Clark, o então governador de Sarawak (então sob o domínio colonial britânico) e uma indicação de Raymond Firth, o Conselho Colonial de Pesquisa em Ciências Sociais da Grã-Bretanha convidou Leach a realizar uma grande pesquisa na região.  O relatório resultante, Social Science Research in Sarawak (publicado mais tarde em 1950), foi usado como um guia para muitos estudos antropológicos subsequentes bem conhecidos da região. Além do relatório, Leach produziu cinco publicações adicionais deste trabalho de campo. Ao retornar de seu trabalho de campo em Bornéu, Leach tornou-se professor na LSE.
Em 1951, Leach ganhou o Prêmio Curl Essay por seu ensaio As implicações estruturais do casamento matrilateral entre primos cruzados, que se valeram de seus extensos dados sobre o Kachin para apresentar importantes pontos teóricos relacionados à teoria do parentesco. 
Em 1953, tornou-se professor na Universidade de Cambridge e foi promovido a Reader em 1957.
Junto com sua esposa, Celia, Leach passou um ano de 1960 a 1961 no Centro de Estudos Avançados de Estudos Comportamentais em Palo Alto, Califórnia. Aqui ele conheceu Roman Jakobson, o linguista russo, popularizador da lingüística estrutural saussuriana, e uma grande influência no pensamento teórico de Levi-Strauss, levando à sua antropologia estrutural.
Ele foi eleito reitor do King's College, Cambridge em 1966 e aposentou-se em 1979. Foi Presidente do Royal Anthropological Institute (1971-1975), membro da Academia Britânica (de 1972) e nomeado cavaleiro em 1975.

## Escritos
- Social And Economic Organization Of The Rowanduz Kurds (1940)
- Political Systems of Highland Burma: A Study of Kachin Social Structure (1954) (edição em português: Os sistemas politicos da Alta Birmânia)
- Aspects of Caste in South India, Ceylon and North-West Pakistan (1960; edição revisada 1971)
- Rethinking Anthropology (1961)  (edição em português: Repensando a antropologia)
- Pul Eliya: A Village in Ceylon: A Study of Land Tenure and Kinship (1961)
- Dialectic in Practical Religion (1968)
- ed. Structural Study of Myth and Totemism (1968)
- A Runaway World? (1968)
- Genesis as Myth and Other Essays (1969)
- Lévi-Strauss (1970)
- Claude Lévi-Strauss (1970; edição revisada em 1974)  (edição em português: As ideias de Lévi-Strauss)
- Culture and Communication: The Logic by which Symbols Are Connected. An Introduction to the Use of Structuralist Analysis in Social Anthropology (1976)  (edição em português: Cultura e comunicação)
- Custom, Law and Terrorist Violence (1977)
- The Kula: New Perspectives on Massim Exchange, em coautoria com Jerry W. Leach (1983)
- Social Anthropology (1982) (edição em português: A diversidade da Antropologia)
- Structuralist Interpretations of Biblical Myth (1983)